# Груша Іващенко
Груша Іващенко (Іващенка)  — ботанічна пам'ятка природи місцевого значення у місті Києві. Розташована на проспекті Науки, 16 (Голосіївський район).
Об'єкту наданий статус рішенням Київської міської ради від 23.12.2010 р. № 415/5227. Під охорону взято одне 100-річне дерево груші.

## Галерея

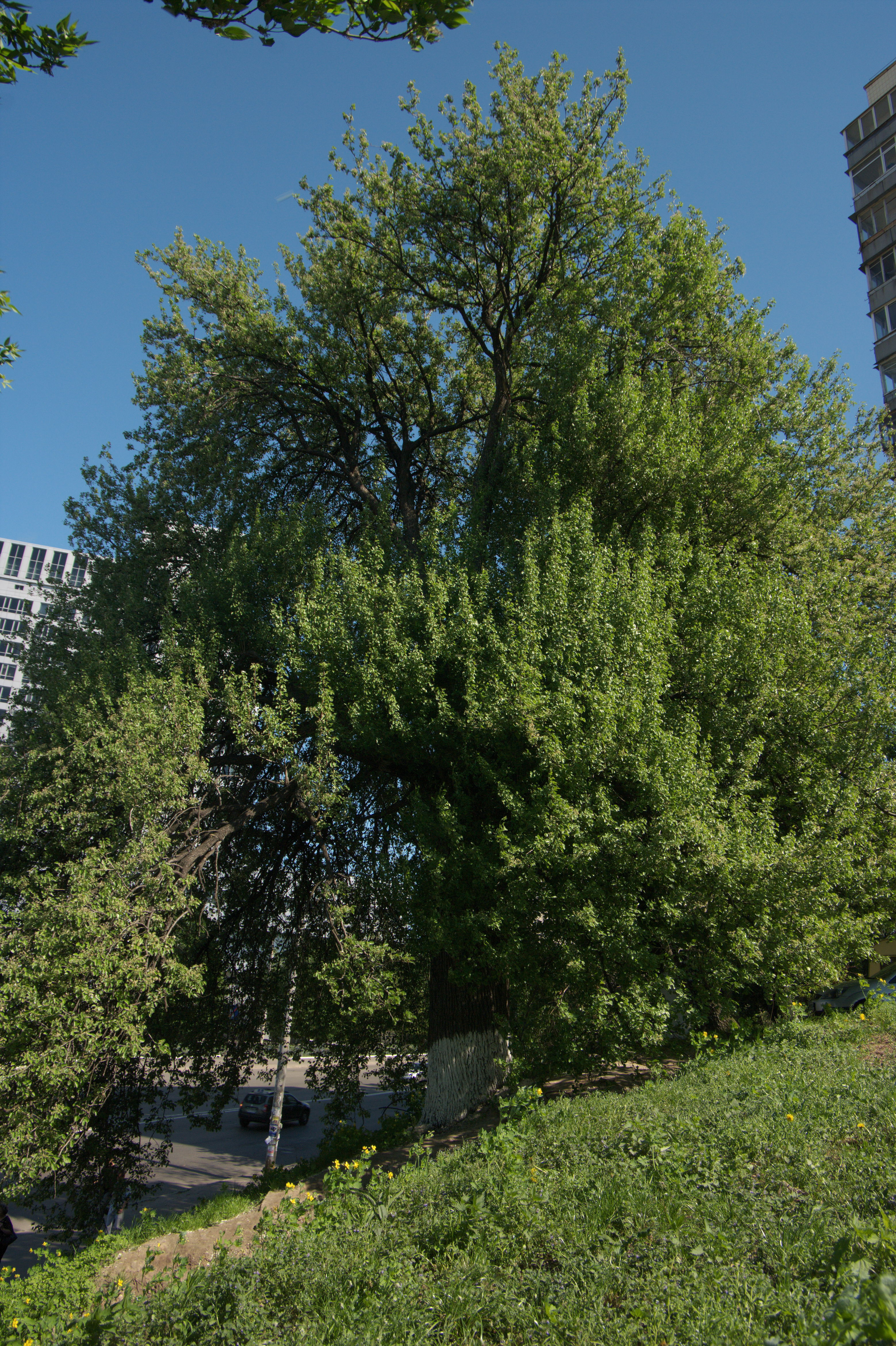
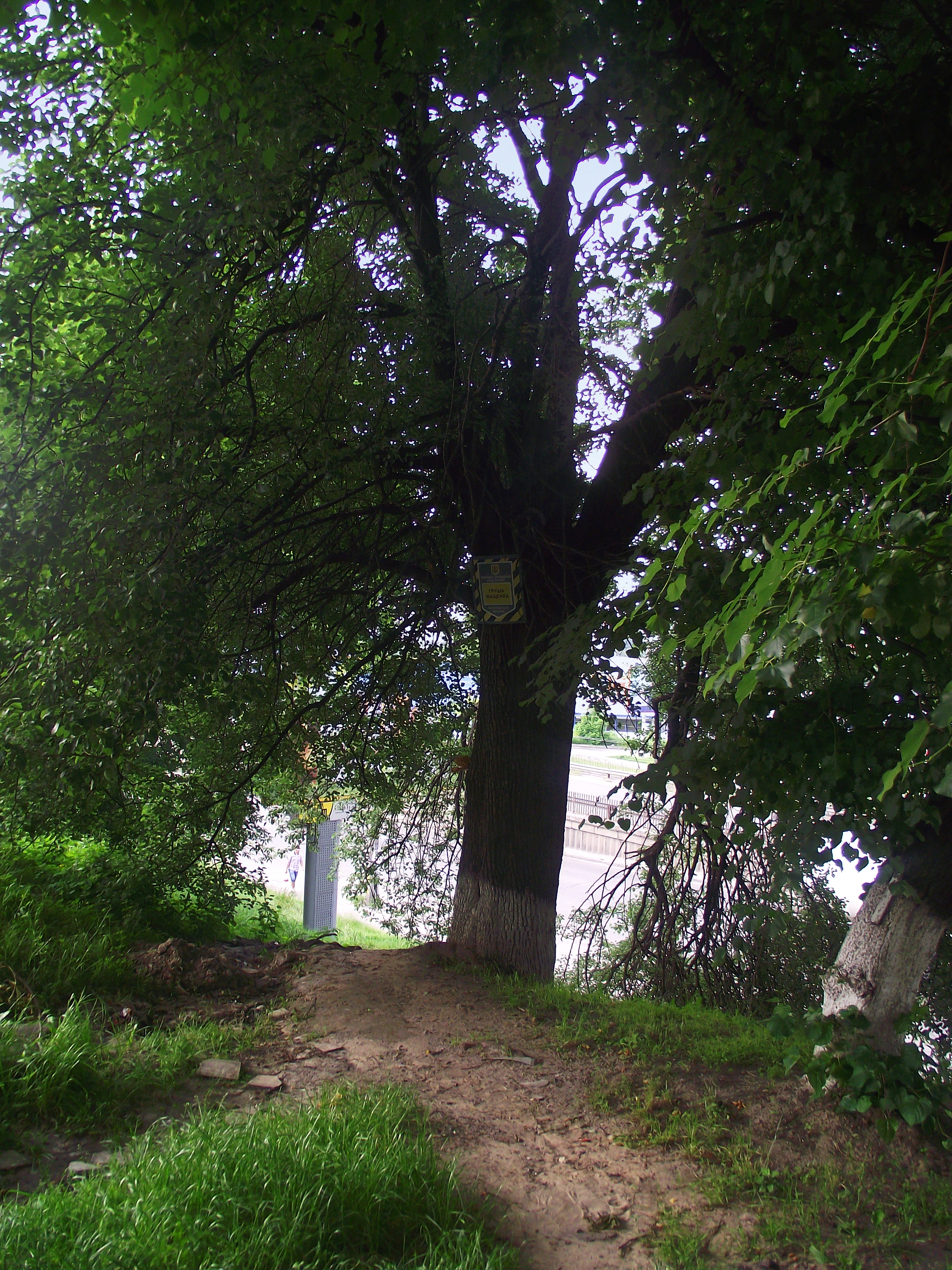
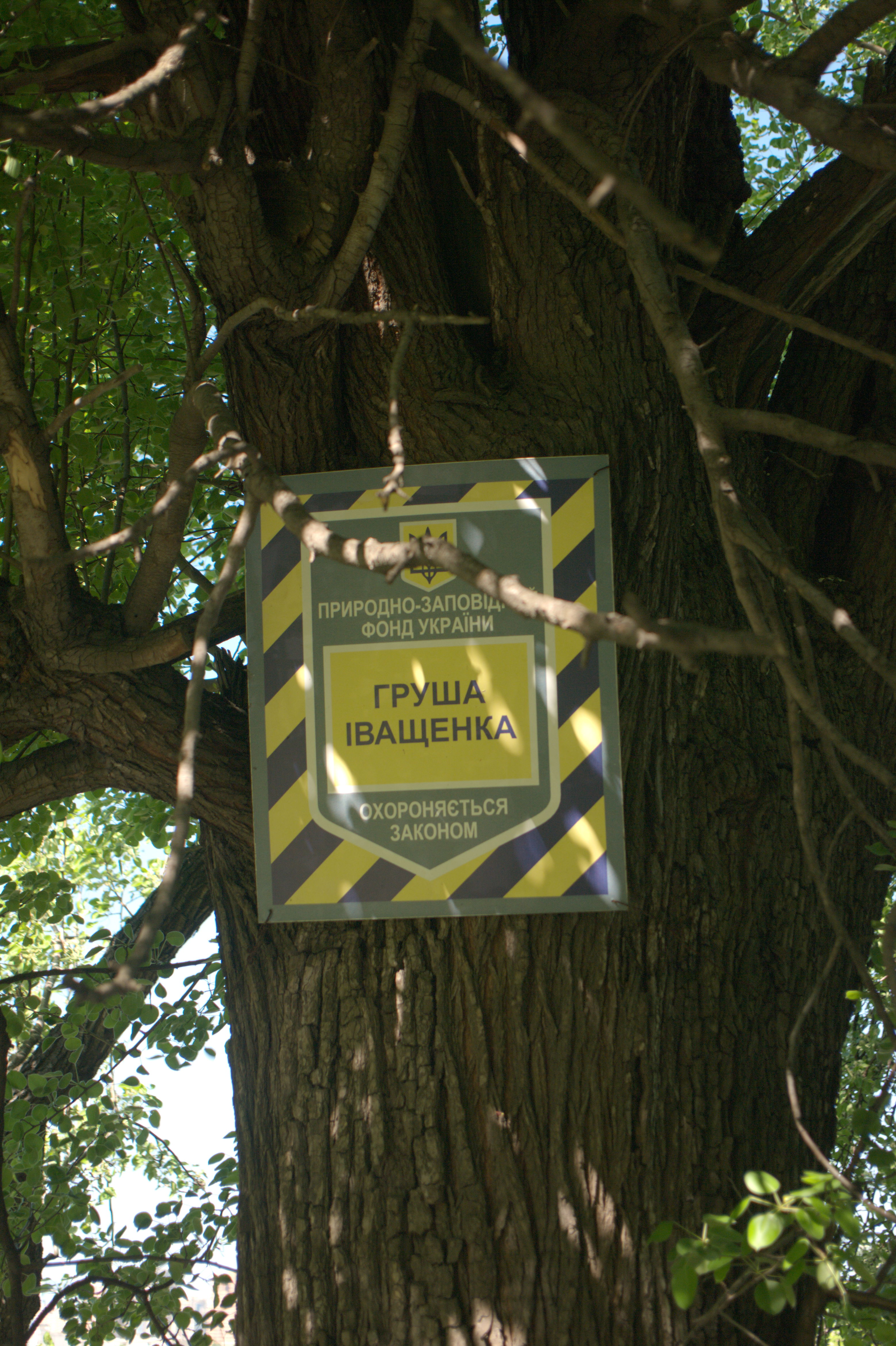
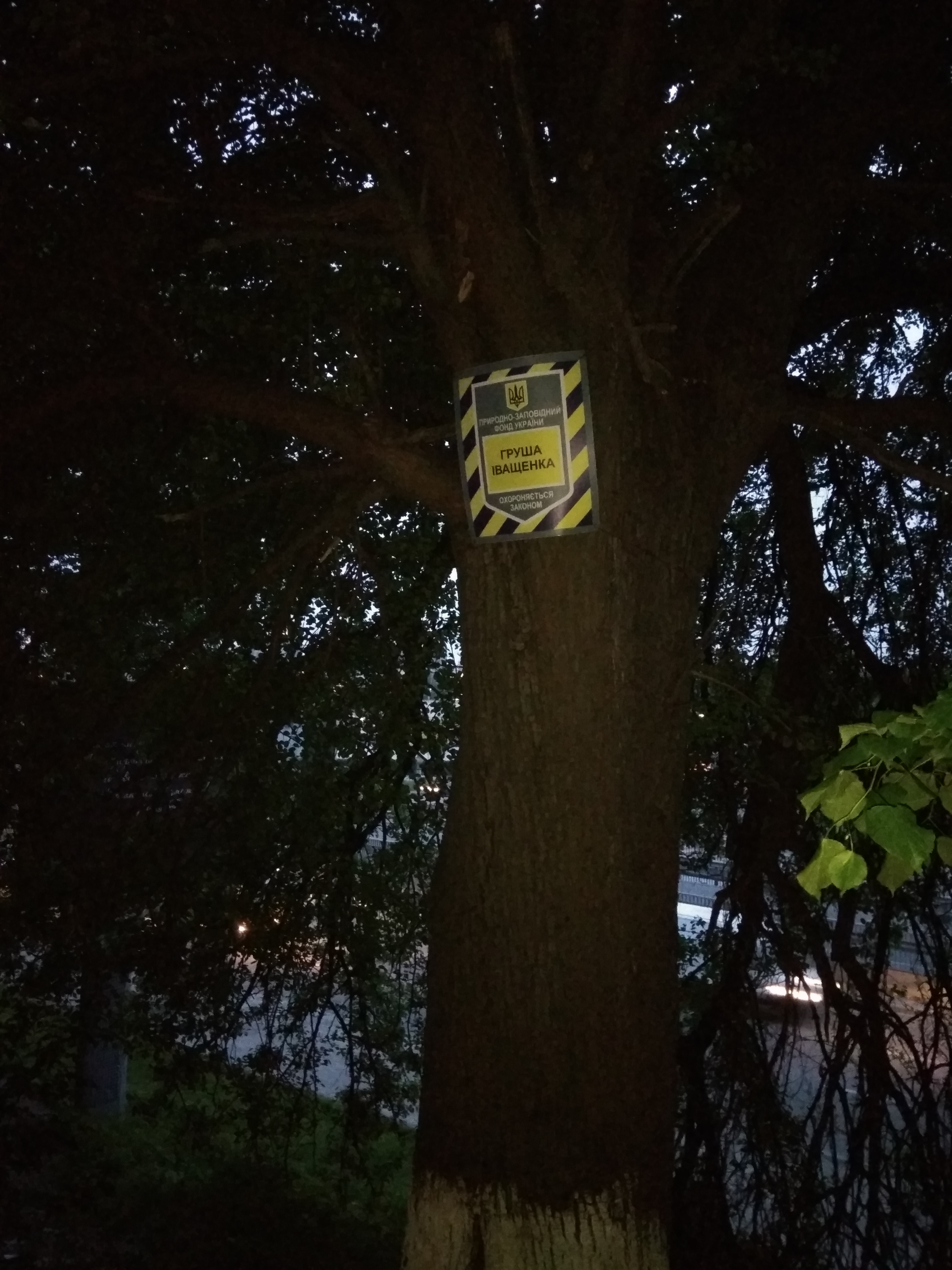
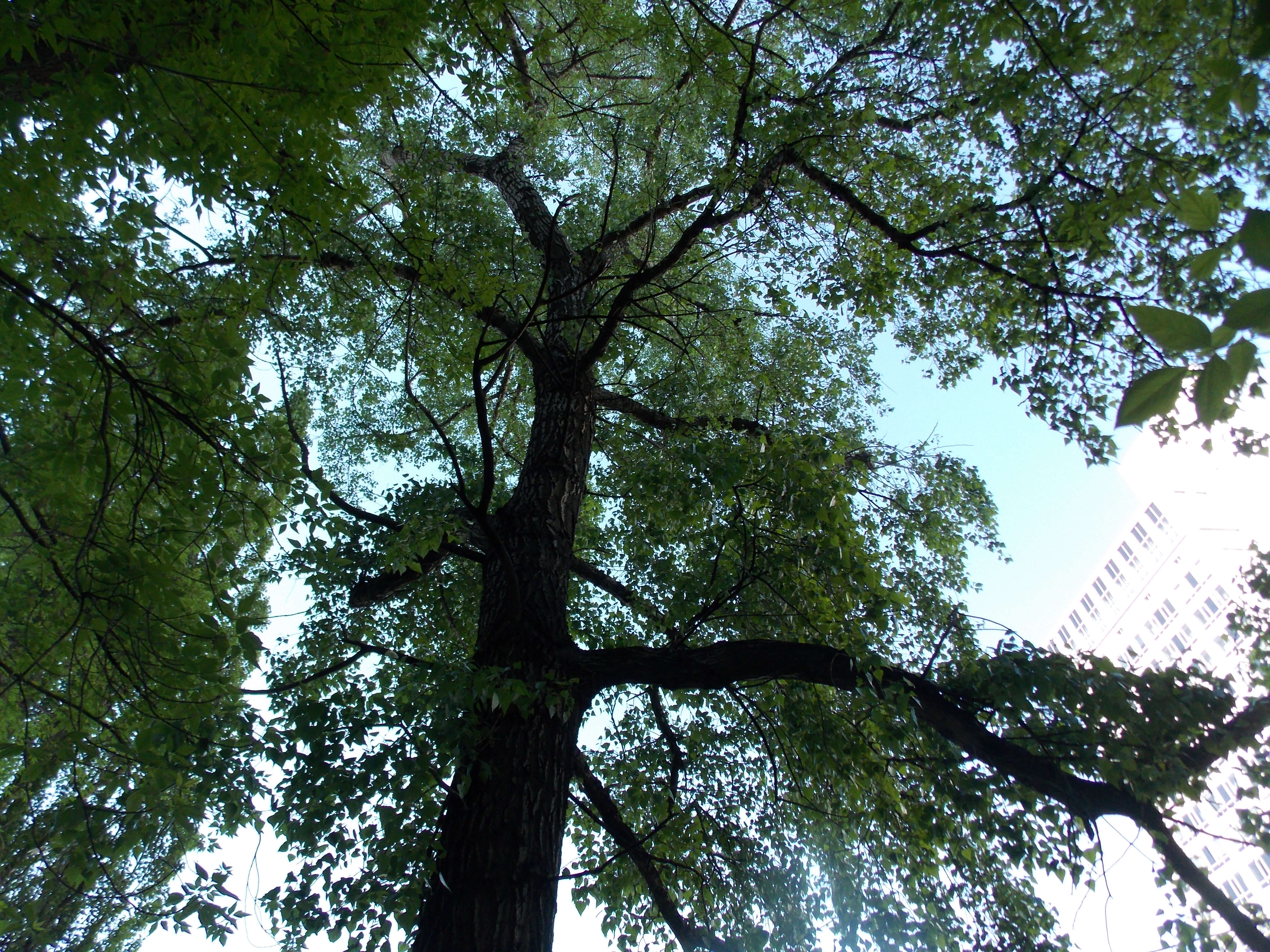
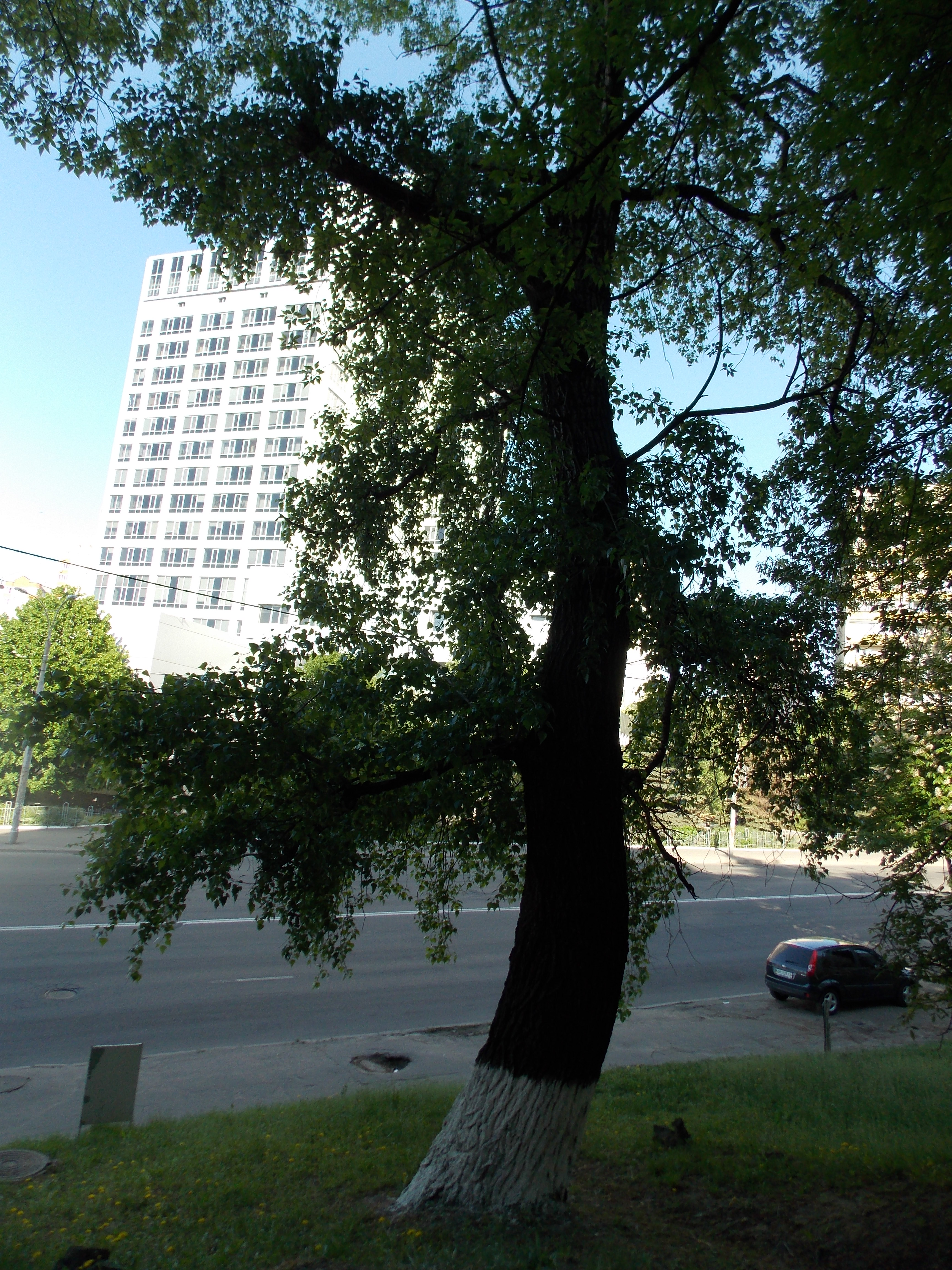
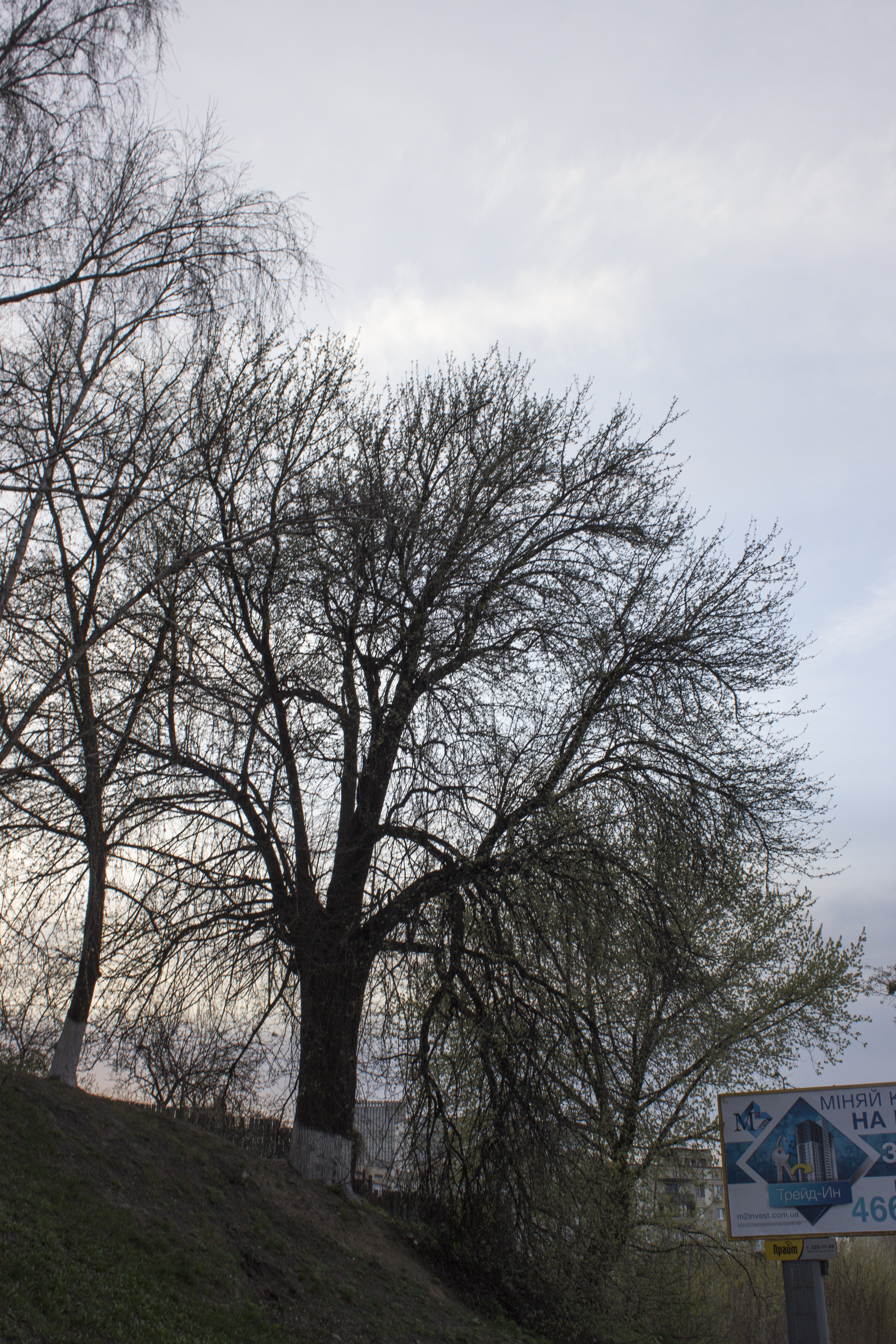